# Dmitry Krotov
Pas d'image ? Cliquez ici

a Compétitions nationales et continentales officielles uniquement.

b Matchs officiels uniquement.
Dernière mise à jour le 8 janvier 2021.
Dmitri Krotov (en russe : Дмитрий Кротов, né le 14 janvier 1992, est un joueur russe de rugby à XV qui évolue au poste de troisième ligne. 

## Biographie
Natif de Krasnoïarsk, il débute le rugby au sein du club local, le Ienisseï-STM. Il y signe son premier contrat professionnel en 2013. 
Après avoir réalisé le doublé championnat / coupe en 2014, il découvre la sélection nationale lors du championnat d'Europe 2015 face à l'Allemagne. Quelques mois plus tard, il découvre la Challenge Cup. Au total, il joue 12 matchs de Challenge Cup avec le Ienisseï-STM.
Avec la Russie, il enchaîne les sélections de 2015 à 2018 (22), mais n'est par la suite plus appelé. En club, il remporte dans le même temps plusieurs titres, tant que en championnat qu'en coupe. 

## Carrière

### En club
- Depuis 2013 :  Ienisseï-STM

## Palmarès
- Championnat de Russie de rugby à XV 2014, 2016, 2017, 2018, 2019, 2021
- Coupe de Russie de rugby à XV 2014, 2016, 2017, 2020
- Supercoupe de Russie de rugby à XV 2015
- Bouclier continental de rugby à XV 2017-2018
- Coupe des Nations de Hong Kong 2017 (en)

## Statistiques

### En sélection
| Année | Compétition                              | Matchs | Points | Essais | Transf. | Drops | Pénal. |
| ----- | ---------------------------------------- | ------ | ------ | ------ | ------- | ----- | ------ |
| 2015  | ENC 1A 2014-2016                         | 2      | -      | -      | -       | -     | -      |
| 2015  | Test                                     | 2      | -      | -      | -       | -     | -      |
| 2016  | ENC 1A 2014-2016                         | 5      | -      | -      | -       | -     | -      |
| 2017  | REC 2017                                 | 4      | 5      | 1      | -       | -     | -      |
| 2017  | Coupe des Nations 2017                   | 2      | -      | -      | -       | -     | -      |
| 2017  | Coupe des Nations de Hong Kong 2017 (en) | 3      | -      | -      | -       | -     | -      |
| 2018  | REC 2018                                 | 2      | 5      | 1      | -       | -     | -      |
| 2018  | Test                                     | 2      | -      | -      | -       | -     | -      |
| Total | Total                                    | 22     | 10     | 2      | -       | -     | -      |

| Essai | Adversaire | Lieu                            | Compétition | Date         | Résultat | Score |
| ----- | ---------- | ------------------------------- | ----------- | ------------ | -------- | ----- |
| 1     | Allemagne  | Stade central de Sotchi, Sotchi | REC 2017    | 19 mars 2017 | Victoire | 52-25 |
| 1     | Allemagne  | Sportpark Höhenberg, Cologne    | REC 2018    | 18 mars 2018 | Victoire | 3-57  |